# 1-я улица Энтузиастов

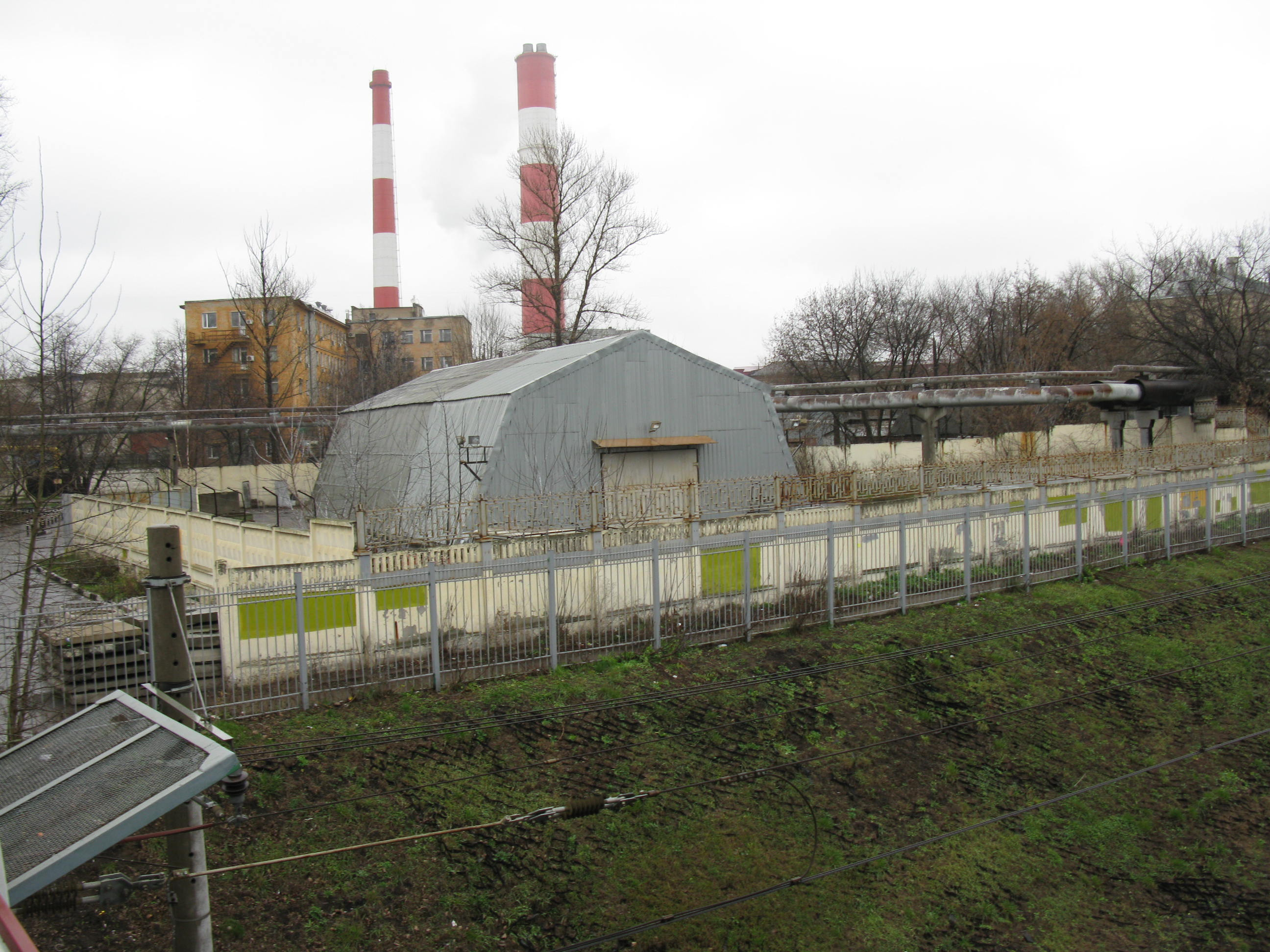
Промзона на 1-й улице Энтузиастов, вид со стороны платформы Авиамоторная

Первая улица Энтузиа́стов (до 20 октября 1928 года — Первая улица Данга́уэровской Слободы́) — улица, расположенная в Восточном административном округе города Москвы на территории района Перово.

## История
Улица получила современное название по примыканию к шоссе Энтузиастов. До 20 октября 1928 года улица называлась Первая улица Дангауэровской Слободы по расположению в Дангауэровской слободе, рабочем посёлке при котельном заводе Дангауэра и Кайзера, построенном во второй половине XIX века на Владимирском шоссе. Тем не менее на планах Москвы вплоть до Великой Отечественной войны в качестве 1-й улицы Энтузиастов фигурировала лишь северная часть современной улицы, 260 м от шоссе Энтузиастов до современного дома 15, строение 1, остальная часть улицы на планах именовалась как «Дангауэровская слобода».

## Расположение
1-я улица Энтузиастов проходит от шоссе Энтузиастов на юго-восток параллельно путям Казанского направления Московской железной дороги, с юга у ней примыкает 2-я улица Энтузиастов, после чего 1-я улица Энтузиастов поворачивает на восток и оканчивается. Нумерация домов начинается от шоссе Энтузиастов.

## Примечательные здания и сооружения
По нечётной стороне:
По чётной стороне:
- Дом 2/28 (угол с шоссе Энтузиастов) — дом культуры «Компрессор», построен в 1927—1929 гг., архитектор В. М. Владимиров.

## Транспорт

### Наземный транспорт
По 2-й улице Энтузиастов не проходят маршруты наземного общественного транспорта. Северо-западнее улицы, на шоссе Энтузиастов, расположена остановка «Дом культуры „Компрессор“» трамваев 12, 24, 37, 38, 43, 46, 50, автобусов т30, т53, 125, н4.

### Метро
- Станции метро  Авиамоторная и  Авиамоторная — северо-западнее улицы, у шоссе Энтузиастов

### Железнодорожный транспорт
- Платформа Авиамоторная Казанского направления Московской железной дороги — западнее улицы